# Nick Fleury
Nick Fleury (10 mei 1945) is een Nederlandse voormalig tennisser.
Fleury werd kampioen van Nederland in 1969. In het herendubbelspel was hij samen met Jan Hordijk van 1969 tot 1975 zevenmaal op rij Nederlands kampioen. In het gemengd dubbelspel werd hij met Ada Bakker in 1969 en 1970 Nederlands kampioen en in 1973 en 1976 werd  hij dit nogmaals met Tine Zwaan.
Hij speelde ook Davis Cupwedstrijden voor Nederland. Fleury was lid van DDV (De Derde Vijfde), een gerenommeerde Amsterdamse tennisvereniging, die jarenlang in de (gemengde) hoofdklasse A tenniscompetitie speelde.